# Joe Begos
Joe Begos és un director i guionista de cinema estatunidenc. És més conegut per dirigir la pel·lícula de terror del 2019 Bliss, la pel·lícula d'acció-thriller del 2019 VFW, i la pel·lícula de Nadal slasher de 2022 Christmas Bloody Christmas.

## Filmografia
Llargmetratges
- Almost Human (2013)
- The Mind's Eye (2015)
- Bliss (2019)
- VFW (2019)
- Christmas Bloody Christmas (2022)
- Jimmy and Stiggs (2024)[7]

Curtmetratges
- Bad Moon Rising (2011)
- Toxin (2011)